# 新井みやび
新井 みやび（あらい -、1996年12月1日 - ）は、埼玉県出身の子役。

## 経歴・人物
- 血液型B型。2005年にデビューし、子役やモデルとして活躍。イベントではチャームキッズクリスマス祭りやスプリングフェスタなどに出場したほか、映画にまで活躍の場を広げたり写真集も出していた。

- 2008年3月にチャームキッズを卒業。

## 出演

### 映画
- 「転生」（2006年） - 小梅・幼少時代役
- 「観察 永遠に君を見つめて」（2007年） - 名取弥生の少女時代役

### CM
- プロクター・アンド・ギャンブル「アテント」（2005年）
- キヤノン「デジタルEOSテクノロジー」（2006年）

## 写真集

### 美少女レッスン〜少女達の季節〜
いずれもミラクルコムが発行
- Vol.57 新井みやび 1st Lesson
- Vol.77 新井みやび 2nd Lesson
- Vol.108 サードレッスン 新井みやび
- Vol.157 フォースレッスン 新井みやび

## 雑誌
- 小学四年生（小学館） - 2006年モデル準グランプリ
- Prolog プロローグVol.29（2006年）